# Lex Schoenmaker
Alex "Lex" Schoenmaker (Den Haag, 23 augustus 1947) is een voormalig Nederlands profvoetballer en voetbaltrainer.
Schoenmaker (zijn bijnaam was sexy-Lexie) was van 1965 tot 1982 profvoetballer, een spits (bij Feyenoord) en bij ADO nogal eens linksbuiten. Zijn eerste club was de Haagse amateurclub VDS (Vooruitgang Door Samenspel, 1917–1997). Hij begon zijn (semi-)profcarrière bij ADO in 1965 en speelde in de zomer van 1967 met ADO als San Francisco Golden Gate Gales in de Verenigde Staten. Hij vertrok in het seizoen 1971/72 naar Feyenoord, waar hij vier jaar verbleef. Voor de Rotterdamse club scoorde hij negentien doelpunten in Europees verband, een record dat vandaag de dag nog altijd staat. In 1974 was hij Europees topscorer met tien treffers. Na zijn Rotterdamse avontuur eindigde hij zijn carrière weer in Den Haag, nu FC Den Haag, en speelde tot 1982 in het Zuiderparkstadion. In het seizoen 1975/76 was hij samen met Aad Mansveld Europees topscorer met zes doelpunten. In zijn tweede periode in Den Haag werd hij een paar termijnen uitgeleend aan de Amerikaanse voetbalclub Fort Lauderdale Strikers en het Canadese Edmonton Drillers. In totaal scoorde hij in zijn actieve voetballoopbaan 144 eredivisiegoals en 25 Europese doelpunten.
In 1982 schakelde hij van speler over naar trainer bij FC Den Haag; dit werd het begin van zijn trainersloopbaan. Hij was hier tot 1987 assistent van Rob Baan. Hij had daarna nog verschillende banen bij verschillende clubs, al deze banen waren assistent-trainerschappen. In 1994 werd hij voor het eerst hoofdtrainer bij een club, dit was bij zijn grote liefde FC Den Haag. Aanvankelijk begon Schoenmaker als assistent van Nol de Ruiter, maar al na twee weken nam hij het stokje van De Ruiter over. In 1995 vertrok hij naar Dordrecht'90 om vervolgens na een paar maanden in het seizoen te vertrekken naar Al-Hilal in Saoedi-Arabië met Willem van Hanegem. Na drie jaar TOP Oss en nogmaals een jaartje Midden-Oosten, keerde hij in 2000 terug bij ADO Den Haag waar hij een trainersduo vormde met Rinus Israël. Later vertrok Israël en behield Schoenmaker samen met Raymond Atteveld en Marco Gentile ADO Den Haag in 2003/04 voor de Eredivisie. In 2004 gaf hij het stokje over aan Frans Adelaar, die naast hem kwam werken. Toen Adelaar in november 2006 werd ontslagen moest Schoenmaker weer optreden als ad-interim. In 2007 werd hij opgevolgd door Wiljan Vloet. Schoenmaker is nu adviseur en clubambassadeur bij ADO Den Haag.
In het kader van 60 jaar Eredivisie in 2016, verrichten clubiconen in speelronde vijf de aftrap van de Eredivisiewedstrijden. Bij de uitwedstrijd van ADO tegen Feyenoord werd Schoenmaker namens de Hagenezen naar voren geschoven.
Bij de gemeenteraadsverkiezingen van 2018 was hij lijstduwer van het CDA in Den Haag.

## Erelijst
Als speler
| Competitie     |              |              |              |              |
| Competitie     | Aantal       | Jaren        |              |              |
| ADO Den Haag   | ADO Den Haag | ADO Den Haag | ADO Den Haag | ADO Den Haag |
| -------------- | ------------ | ------------ | ------------ | ------------ |
| KNVB beker     | 1x           | 1967/68      |              |              |
| Feyenoord      |              |              |              |              |
| Internationaal |              |              |              |              |
| UEFA Cup       | 1x           | 1973/74      |              |              |
| Intertoto Cup  | 1x           | 1973         |              |              |
| Nationaal      |              |              |              |              |
| Eredivisie     | 1x           | 1973/74      |              |              |

Assistent-trainer
| Competitie                 |          |            |          |          |
| Competitie                 | Aantal   | Jaren      |          |          |
| Al-Hilal                   | Al-Hilal | Al-Hilal   | Al-Hilal | Al-Hilal |
| -------------------------- | -------- | ---------- | -------- | -------- |
| Internationaal             |          |            |          |          |
| Arab Club Champions Cup    | 2x       | 1995, 1996 |          |          |
| Nationaal                  |          |            |          |          |
| Saudi Premier League       | 1x       | 1995/96    |          |          |
| Crown Prince Cup           | 1x       | 1994/95    |          |          |
| Prince Faisal bin Fahd Cup | 1x       | 1995/96    |          |          |

Persoonlijk
| Topscorer UEFA Cup | 1x | 1973/74 (tien doelpunten) |